# S/2003 J 9
S/2003 J 9 è un satellite naturale irregolare del pianeta Giove.

## Scoperta
Il satellite è stato scoperto nel 2003 da un gruppo di astronomi dell'Università delle Hawaii guidato da Scott S. Sheppard.. Al momento della scoperta ha ricevuto la designazione provvisoria S/2003 J 9.
Poco dopo il satellite fu considerato perduto fino al novembre 2020, quando il Minor Planet Center ha annunciato il ritrovamento di S/2003 J 9 da parte di Scott Sheppard in base a una serie di osservazioni effettuate tra settembre 2011 e aprile 2018.

## Denominazione
In attesa della promulgazione della denominazione definitiva da parte dell'Unione Astronomica Internazionale, il satellite è tuttora noto mediante la sua designazione provvisoria S/2003 J 9.

## Parametri orbitali
Il satellite è caratterizzato da un movimento retrogrado, ed appartiene al gruppo di Carme, composto da satelliti retrogradi ed irregolari che orbitano attorno a Giove ad una distanza compresa fra 23 e 24 milioni di chilometri, con una inclinazione orbitale pari a circa 165°.
Il satellite ha un diametro di circa 1 km e orbita con moto retrogrado attorno a Giove in 767,6 giorni, a una distanza media di XX milioni di km, con un'inclinazione di 166,3° rispetto all'eclittica (166° rispetto al piano equatoriale del pianeta), con un'eccentricità orbitale di 0,17.